# Haut représentant international en Bosnie-Herzégovine
Le Bureau du haut représentant en Bosnie-Herzégovine (BHR ; en anglais Office of the High Representative, OHR) est une institution ad hoc créée par les accords de Dayton du 14 décembre 1995 chargée de faciliter l'application de ces accords et en particulier le volet civil.
Le haut représentant est le plus haut pouvoir politique en Bosnie-Herzégovine. Il n'est pas élu par le peuple mais désigné par le Conseil pour la mise en œuvre de l'accord de paix de Dayton de 1995,.
Initialement, sa mission, prévue à l'annexe X de l'accord, n'est pas très précise. La conférence de Bonn des 9 et 10 décembre 1997, en donnant une nouvelle interprétation des dispositions de l'accord de Dayton, renforce sa position. Il peut prendre des décisions contraignantes et des mesures provisoires (annuler toute décision de l'exécutif ou de l'Assemblée parlementaire ou, au contraire, décider de quelque chose auquel s'opposent les représentants élus). Le haut représentant impose ainsi des plaques d’immatriculation communes, un passeport unique, une monnaie (le mark convertible) alignée sur le mark allemand puis sur l’euro, une loi sur la citoyenneté, un nouveau drapeau, sans compter les révocations de plusieurs responsables locaux élus.
Le haut représentant est nommé par le Conseil de mise en œuvre des accords de paix. Il rend compte chaque semestre au Conseil de sécurité des Nations unies.
Le haut représentant occupe également, de février 2002 à septembre 2011, les fonctions de représentant spécial de l'Union européenne, avant qu’elles ne reviennent au délégué européen en Bosnie-Herzégovine.

## Le devenir du Bureau du haut représentant
En février 2008, le Conseil de mise en œuvre des accords de paix décide d’une stratégie visant, à terme, à clore le Bureau du haut représentant dans le cadre d’un processus de normalisation de la situation en Bosnie-Herzégovine. Faute de consensus au sein des États membres du Conseil de mise en œuvre des accords de paix, le Bureau du haut représentant et la fonction qui y est attachée sont maintenus.

## Liste des hauts représentants internationaux en Bosnie-Herzégovine
Liste des hauts représentants de la communauté internationale en Bosnie-Herzégovine. 
| No | Portrait | Nom                         | Mandat                             | Pays d’origine | Note |
| -- | -------- | --------------------------- | ---------------------------------- | -------------- | --- |
| 1  |          | Carl Bildt                  | 14 décembre 1995 — 17 juin 1997    | Suède          | Premier ministre (1991-1994)                                                                                         |
| 2  |          | Carlos Westendorp           | 18 juin 1997 — 17 août 1999        | Espagne        | Ministre des Affaires étrangères (1995-1996)                                                                         |
| 3  |          | Wolfgang Petritsch          | 18 août 1999 — 26 mai 2002         | Autriche       | Ambassadeur en Yougoslavie (1997-1999)                                                                               |
| 4  |          | Paddy Ashdown               | 27 mai 2002 — 31 janvier 2006      | Royaume-Uni    | Membre de la Chambre des communes (1983-2001)                                                                        |
| 5  |          | Christian Schwarz-Schilling | 1er février 2006 — 30 juin 2007    | Allemagne      | Ministre fédéral des Postes (1982-1992)                                                                              |
| 6  |          | Miroslav Lajčák             | 1er juillet 2007 — 28 février 2009 | Slovaquie      | Ambassadeur en Yougoslavie/Serbie-et-Monténégro (2001-2005) Ministre des Affaires étrangères (2009-2010 ; 2012-2020) |
| 7  |          | Valentin Inzko              | 1er mars 2009 - 31 juillet 2021    | Autriche       | Ambassadeur en Bosnie-Herzégovine (1996-1999)                                                                        |
| 8  |          | Christian Schmidt           | Depuis le 1er août 2021            | Allemagne      | Député allemand, ancien ministre de l'Agriculture.                                                                   |